# Municipio de Elkins
El municipio de Elkins (en inglés: Elkins Township) es un municipio ubicado en el condado de Washington en el estado estadounidense de Arkansas. En el año 2010 tenía una población de 2648 habitantes y una densidad poblacional de 257,01 personas por km².

## Geografía
El municipio de Elkins se encuentra ubicado en las coordenadas 36°0′57″N 94°1′10″O / 36.01583, -94.01944. Según la Oficina del Censo de los Estados Unidos, el municipio tiene una superficie total de 10.3 km², de la cual 10.2 km² corresponden a tierra firme y (0.96%) 0.1 km² es agua.

## Demografía
Según el censo de 2010, había 2648 personas residiendo en el municipio de Elkins. La densidad de población era de 257,01 hab./km². De los 2648 habitantes, el municipio de Elkins estaba compuesto por el 89.84% blancos, el 0.94% eran afroamericanos, el 1.21% eran amerindios, el 0.49% eran asiáticos, el 0.11% eran isleños del Pacífico, el 4.08% eran de otras razas y el 3.32% pertenecían a dos o más razas. Del total de la población el 8.04% eran hispanos o latinos de cualquier raza.